# Низамия (медресе)
Низа́мия (на арабски: نظامية), също на персийски и турски Медресѐ Низамиѐ или на арабски Ма́драса Низа́мия (буквално: Низамско училище), е наименование за няколко ислямски висши училища, основани през XI век от Низам ал-Мулк (везир в държавата на Селджуците) и наречени на негово име.
Те са първите добре организирани висши училища в ислямския свят. По качество на образованието превъзхождат останалите медресета и стават известни далеч зад пределите на ислямския свят. Учебната програма първоначално се фокусира върху изучаване на ислям, ислямско право, арабска литература и аритметика, а по-късно са разширени с история, математика, физика и музика.
Считани са за модел на следващите ислямски училища (познати в западните страни като медресета). За някои представляват модел на първите университети в Европа, но паралелът между тях е пресилен поради редица разлики – състав на преподавателското тяло, система за предаване на знанието, отношение към централната власт и пр.
Поддържани са финансово, политически и духовно от много владетели и видни личности на Селджукския султанат чрез институцията на религиозното дарение и собственост (т. нар. уакф, на осм.-тур. вакъф), което определя до голяма степен доктриналната ориентация и преподавателския състав в съответното медресе.
Според изследователи като Хайнц Халм религиозно училище от този вид възниква първоначално на територията на днешен Иран около знатни семейства от религиозния елит, а впоследствие започва да се свързва и с централната власт в халифата по модела на медресетата Низамия.
Най-известното училище е в Багдад, основано през 1065 г., където самият Низам ал-Мулк назначава за преподавател Абу Хамид Газали – сред най-значимите ислямски философи и богослови по онова време. Сред студентите е персийският поет Саади.
Другите известни училища са в градове в днешните Иран (Нишапур, Исфахан, Амол) и Афганистан (Херат, Балх). Такова училище е открито също в аула Цахур в Южен Дагестан, Русия.